# Зарижье (Октябрьский район)
Зарижье (бел. Зарыжжа) — деревня в Волосовичском сельсовете Октябрьского района Гомельской области Белоруссии.

## География

### Расположение
В 28 км на юго-восток от Октябрьского, 35 км от железнодорожной станции Рабкор (на ветке Бобруйск — Рабкор от линии Осиповичи — Жлобин), 258 км от Гомеля.

## Гидрография
На юге — сеть мелиоративных каналов.

## Транспортная сеть
Транспортные связи по просёлочной, затем автомобильной дороге Октябрьский — Озаричи. Планировка состоит из почти прямолинейной улицы, ориентированной с юго-запада на северо-восток, к которой на востоке присоединяется короткая прямолинейная улица. Застройка деревянная, усадебного типа.

## История
По письменным источникам известна с начала XX века. В 1929 году организован колхоз. Во время Великой Отечественной войны немецкие оккупанты в апреле 1942 года сожгли 38 дворов и убили 63 жителя. 56 жителей погибли на фронте. Согласно переписи 1959 года в составе колхоза имени М. В. Фрунзе (центр — деревня Волосовичи. Работали Дом социальных услуг, магазин.

## Население

### Численность
- 2004 год — 29 хозяйств, 46 жителей.

### Динамика
- 1908 год — 8 дворов, 135 жителей.
- 1940 год — 68 дворов, 289 жителей.
- 1959 год — 266 жителей (согласно переписи).
- 2004 год — 29 хозяйств, 46 жителей.